# Église du Béguinage de Tirlemont
L'église du Béguinage (Begijnhofkerk en néerlandais, connue également à Tirlemont sous le nom de Paterskerk) est une église de style gothique en ruines située sur le territoire de la ville belge de Tirlemont (Tienen), en Brabant flamand.

## Localisation
L'église du Béguinage se dresse dans le quartier du Grand Béguinage de Tirlemont (Groot Begijnhof), situé au sud du centre-ville dont il est séparé par un grand boulevard, le Moespikvest ou route nationale RN29.

## Historique
Le béguinage de Tirlemont a probablement été fondé dans la première moitié du XIIIe siècle, dans un site « extra muros » situé au sud de l'enceinte et des fossés de la ville,.
Il s'agit probablement de la plus ancienne église de béguinage de Belgique après celle de Liège, construite en 1240.
L'église du béguinage, de style gothique primitif, est construite en deux campagnes : les nefs et le transept datent de la seconde moitié du XIIIe siècle, tandis que le chœur et les chapelles datent de la première moitié du XIVe siècle,,,.
L'église est érigée en paroisse en 1250,.
Le béguinage est très florissant au XIVe siècle mais il connaît ensuite un fort déclin au XVIIe siècle, le nombre de béguines chutant à 50 environ en 1622,.
En 1797, le béguinage est supprimé par les révolutionnaires français et ses propriétés sont remises à la Commission des Hospices civils de la ville (burgerlijke godshuizen),,.
En 1843, la Commission des Hospices civils (ancêtre de l'actuel CPAS de la ville) vend le couvent, avec l'église et l'infirmerie, aux pères dominicains de Gand,,,, : après cette vente, l'église sera appelée Paterskerk (l'église des pères) par la population de Tirlemont,.
À la fin du XIXe siècle, l'église est entièrement restaurée et une nouvelle chapelle est ajoutée sous la direction de l'architecte de Bethune.
Un gos incendie détruit l'église le 22 septembre 1976 lors de travaux de toiture,,,,,. Les pompiers concentrent leurs efforts de lutte sur les bâtiments du monastère adjacents dans lesquels des trésors artistiques de presque toutes les églises de la région étaient temporairement entreposés pour être exposés à partir du 1er octobre 1976 dans l'église du Béguinage : « Seuls des murs noircis et une chapelle latérale restaient debout vers 19 heures, lorsque les pompiers avaient maîtrisé la situation », lisait-on le lendemain dans le journal Het Nieuwsblad. Les confessionnaux, les bancs de communion, la chaire de vérité et les vitraux sont perdus.
En 1997, les ruines de l'église sont consolidées, les remplages des fenêtres sont reconstruits et le site est transformé en un parc piétonnier selon le projet de l'architecte paysagiste Herman Van den Bossche,,,,.

## Classement
L'église fait l'objet d'un classement au titre des monuments historiques depuis le 20 juillet 1946 sous la référence 1225 et figure à l'inventaire du patrimoine immobilier de la Région flamande sous la référence 83775.

## Architecture

### Architecture extérieure

#### Façade occidentale
L'église est construite en quartzite d'Overlaar, avec des moulures et des détails en pierre de Gobertange.
À l'ouest, l'église en ruines présente une haute façade néogothique plate et sans clocher, percée dans l'axe d'une porte cintrée du XVIIe ou  XVIIIe siècle et d'une haute baie ogivale centrale dont le remplage est orné d'un pentalobe et de deux quatre-feuilles. Cette haute fenêtre est surmontée d'une baie en arc en anse de panier murée et d'une petite niche à baldaquin gothique abritant une statue. Les petits côtés de cette façade, correspondant aux façade occidentales des bas-côtés, sont percés chacun d'une fenêtre dont le remplage est orné d'un grand quatre-feuilles et de deux petits trilobes.

Façade occidentale
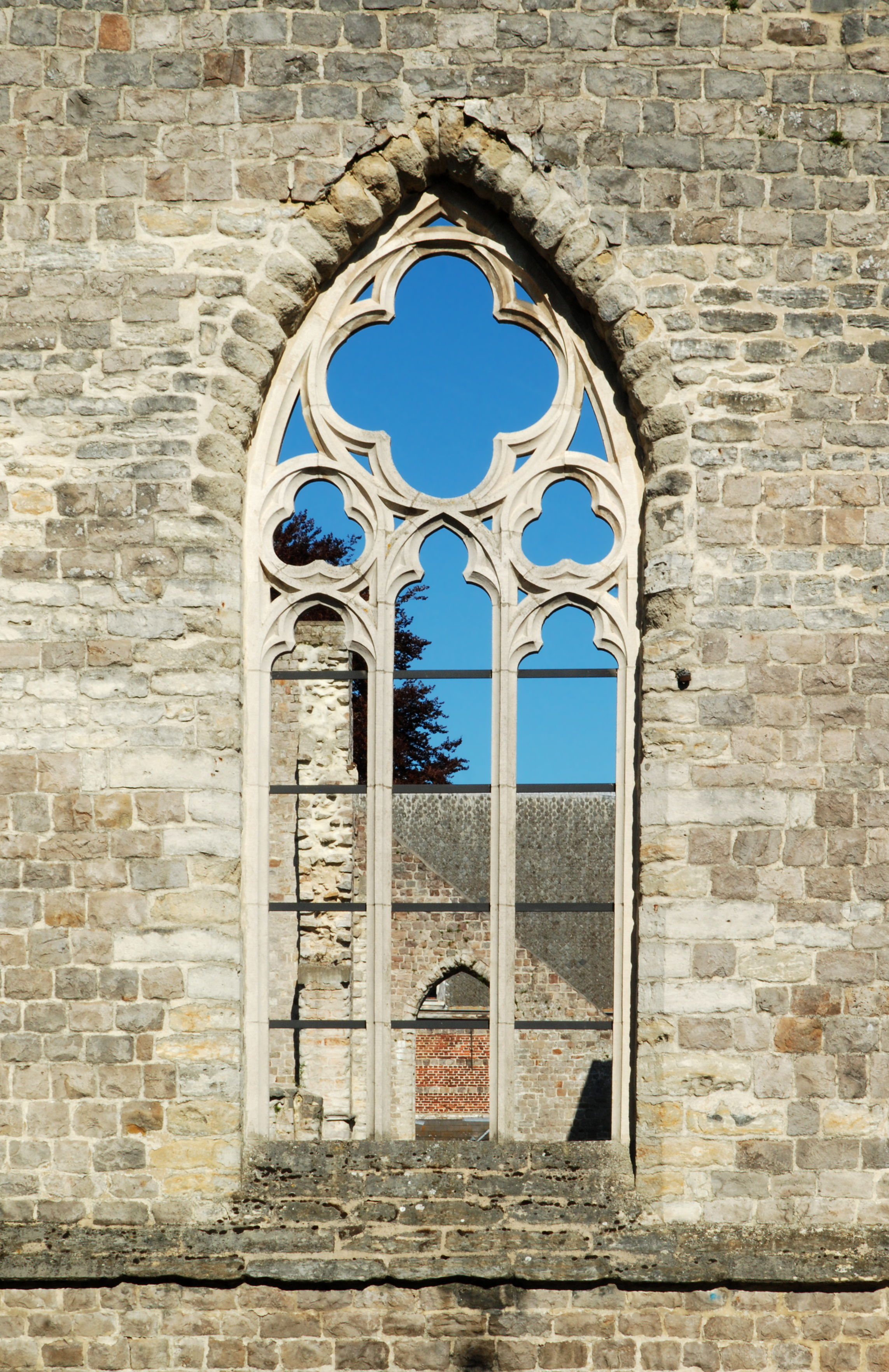
Baie ogivale du bas-côté gauche.
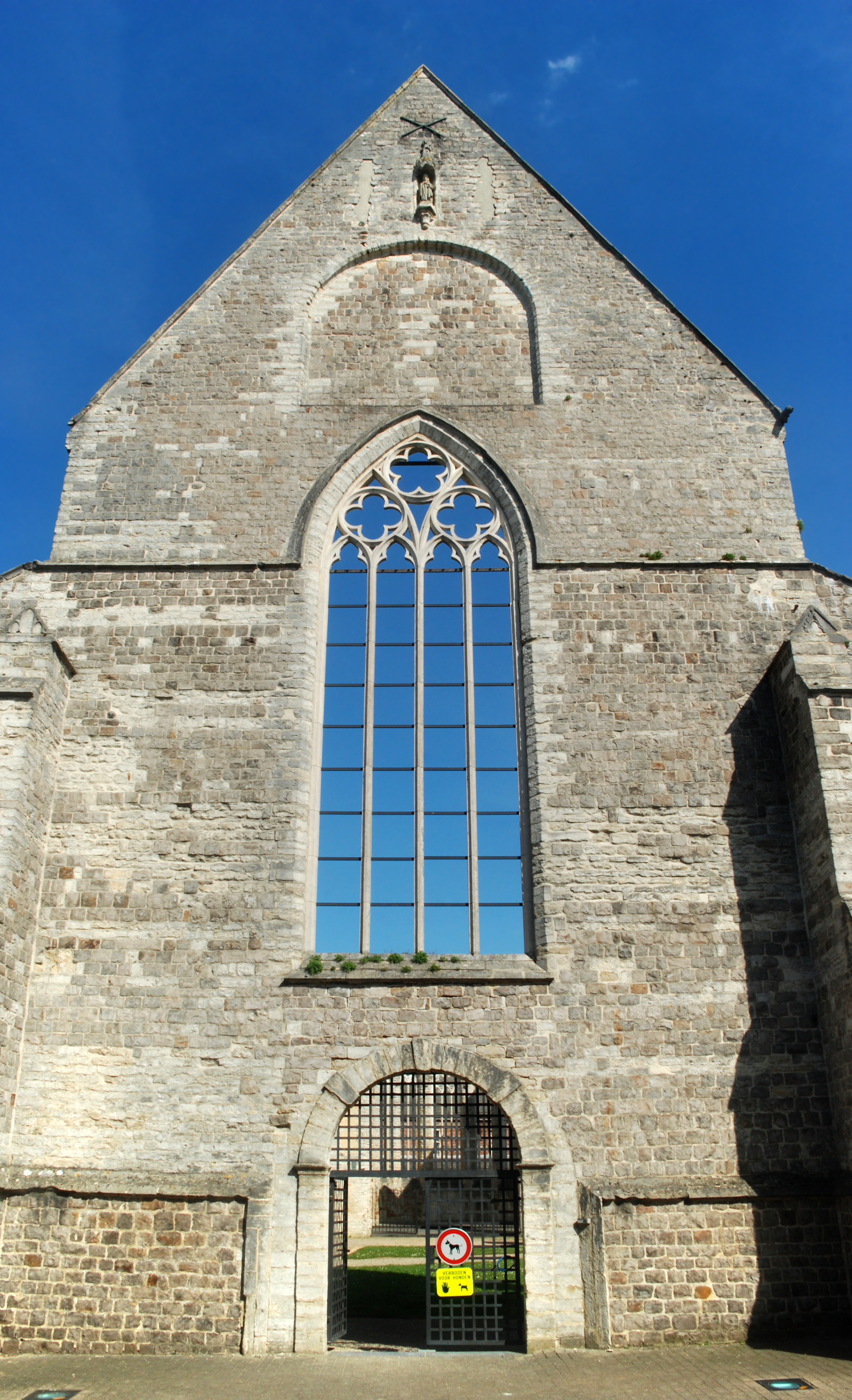
Partie centrale de la façade.
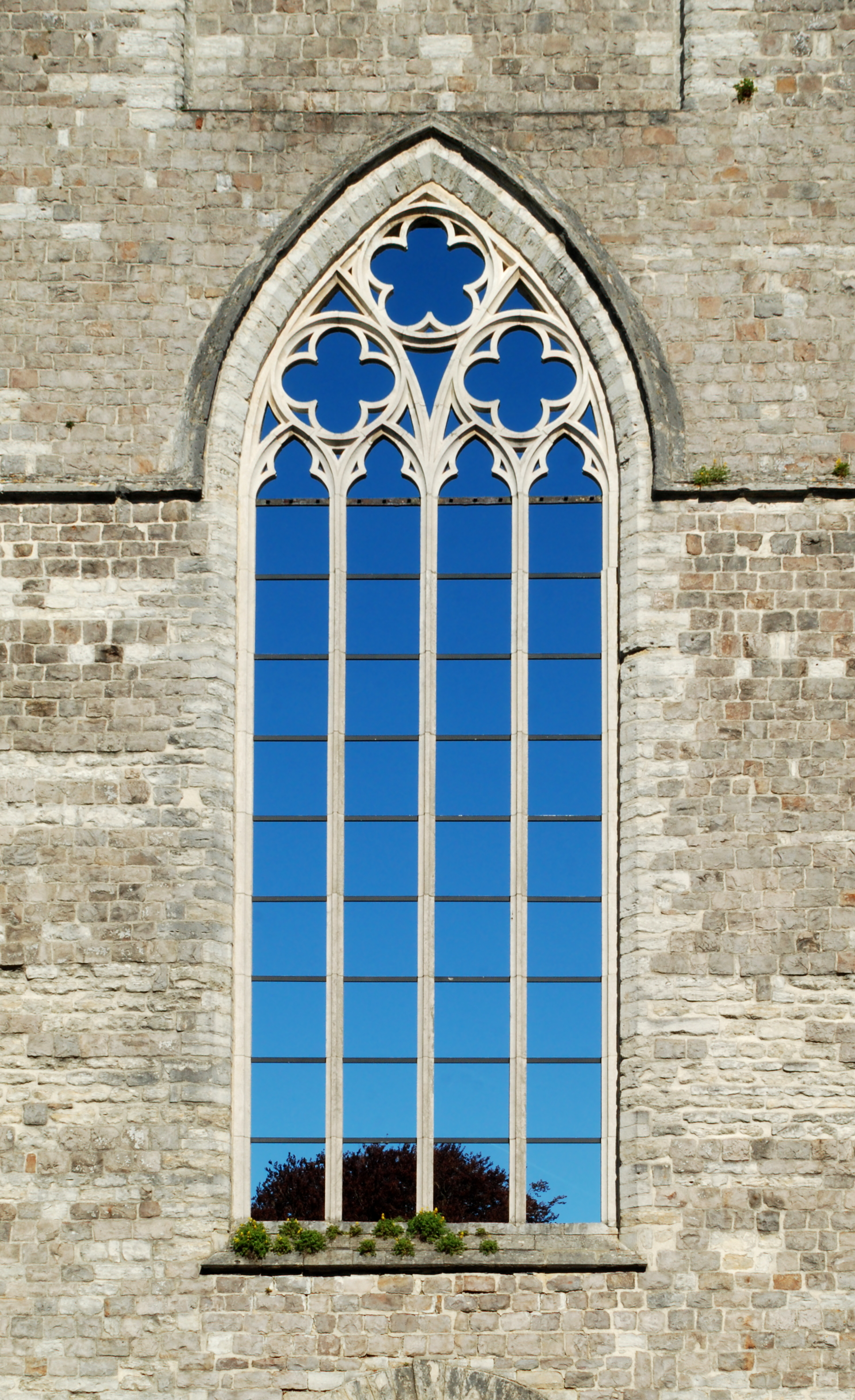
Baie ogivale centrale.
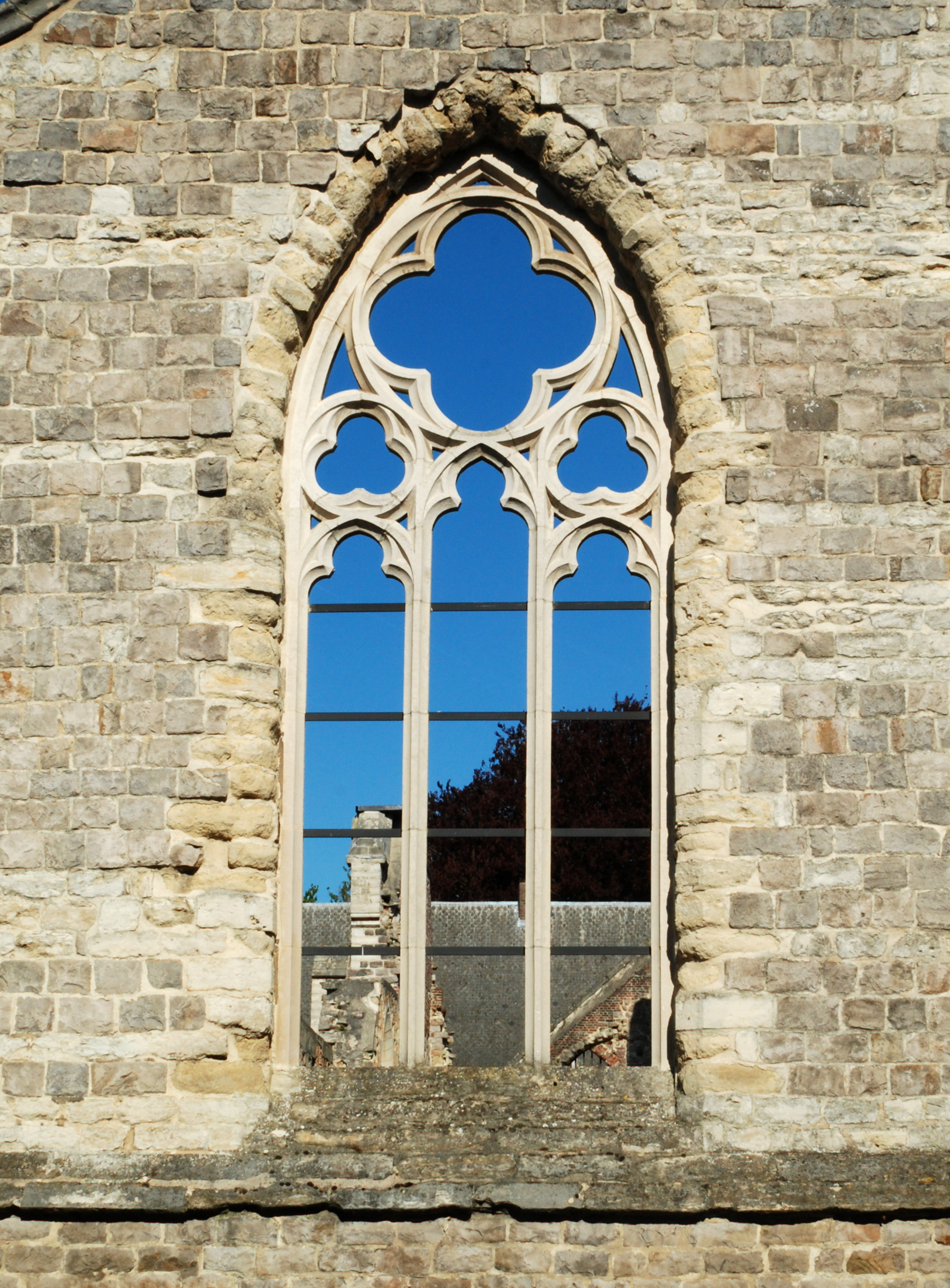
Baie ogivale du bas-côté droit.

#### Façade méridionale et chevet
Au sud, le long de la rue Groot Begijnhof, la façade latérale du bas-côté sud est percée de 8 fenêtres ogivales sans remplage, aux arcs en pierre de Gobertange bien marqués.
À l'est, l'église présente un chevet à sept pans en ruines percé de hautes fenêtres ogivales au remplage orné de quadrilobes.

Façade méridionale et chevet
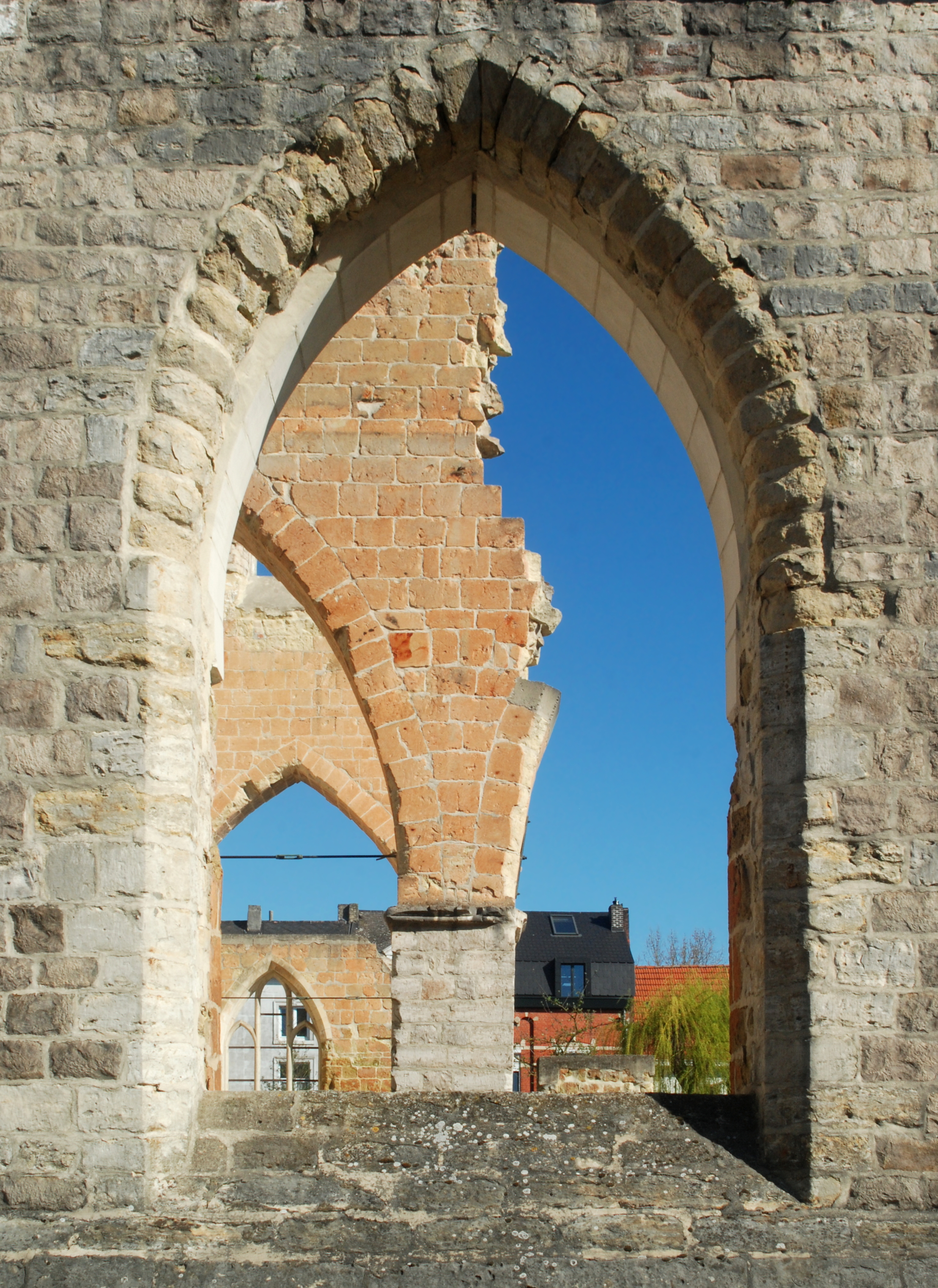
Baie ogivale de la façade sud.
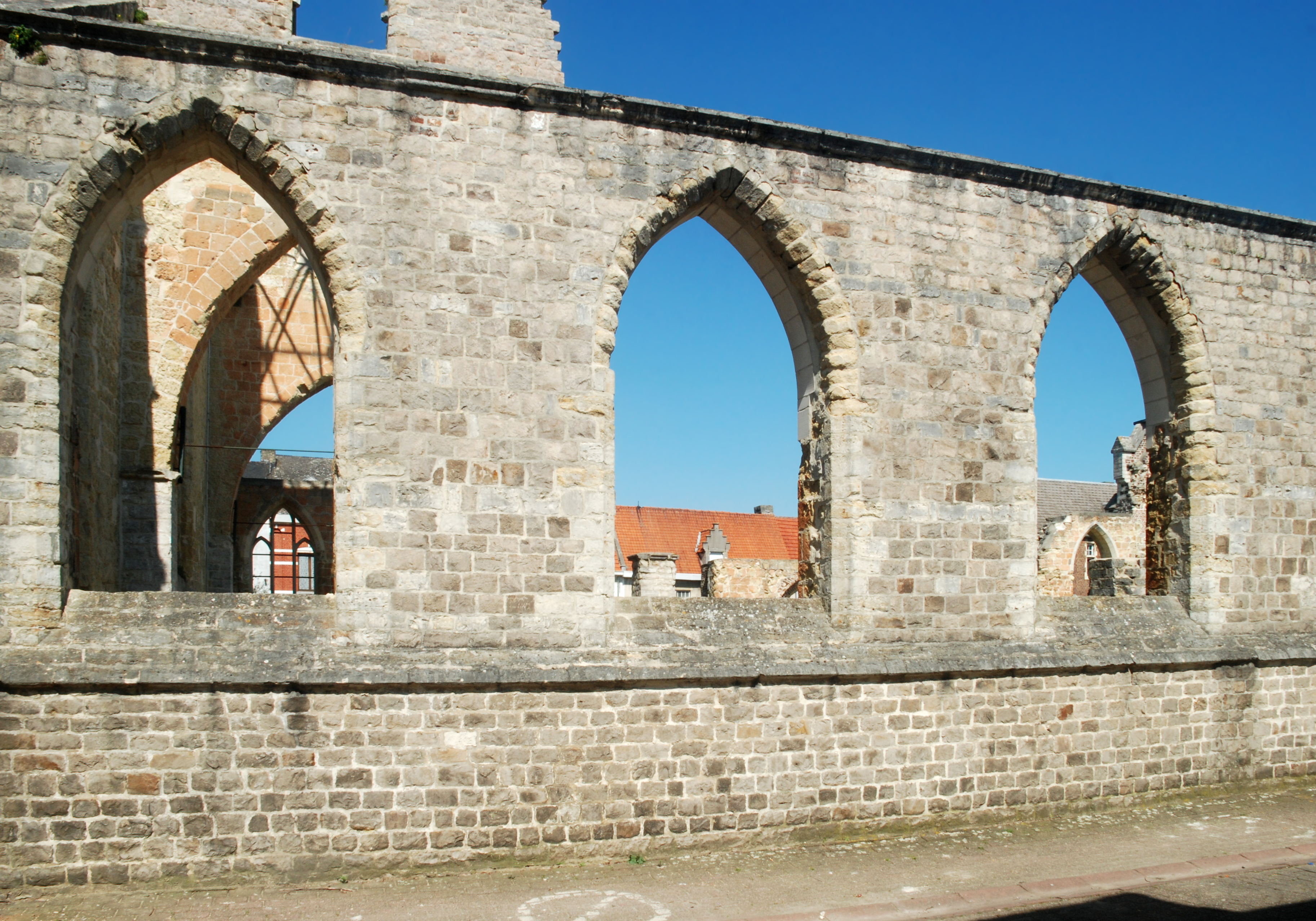
La façade méridionale.
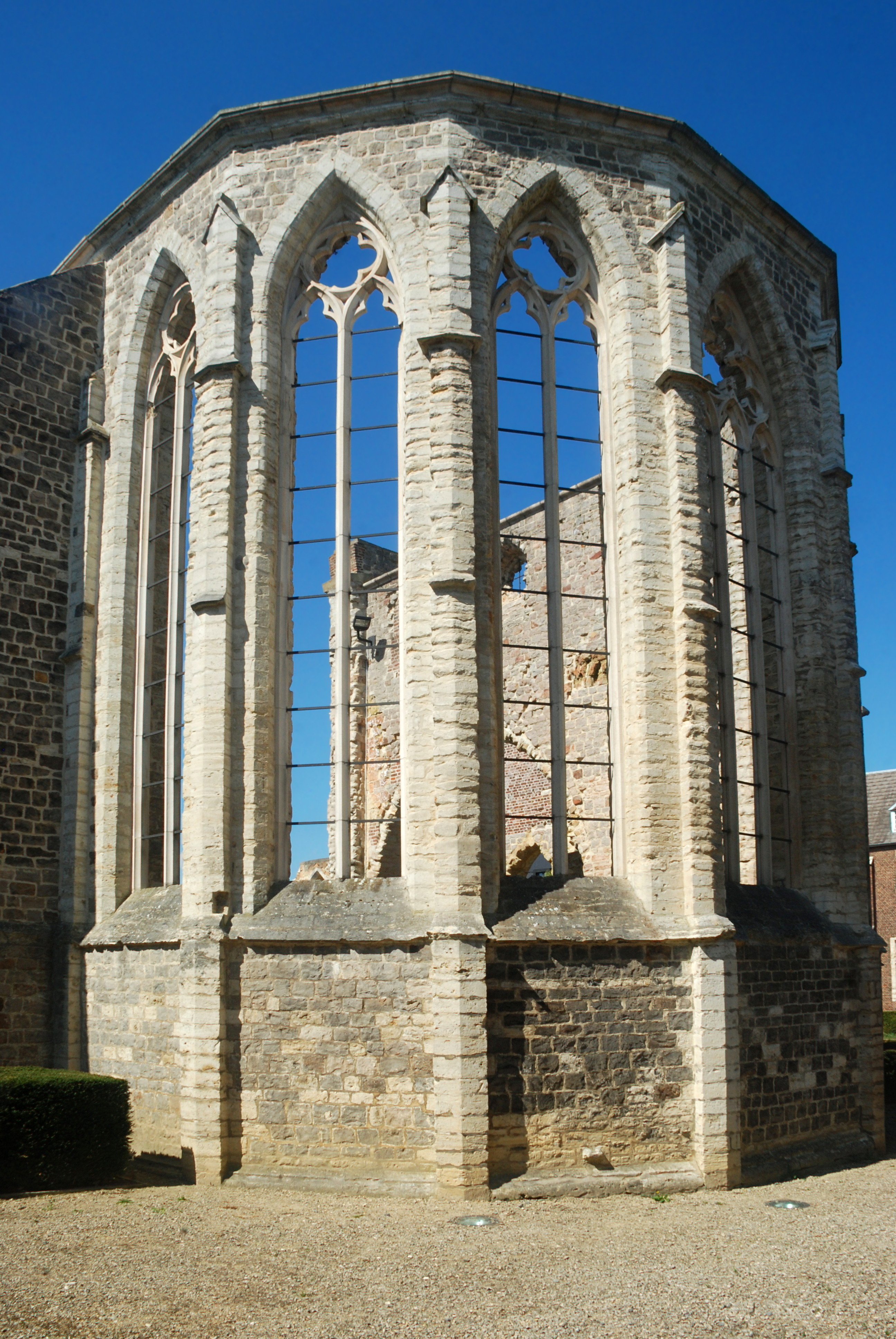
Le chevet à 7 pans.

### Architecture intérieure

#### Nef
L'intérieur, complètement en ruines et à ciel ouvert, est transformé en un parc piétonnier selon le projet de l'architecte paysagiste Herman Van den Bossche,,,,.
Cet intérieur comporte trois nefs de six travées, de la seconde moitié du XIIIe siècle, et un chœur de la première moitié du XIVe siècle terminé par une abside à sept pans et flanqué de chaque côté d'une chapelle rectangulaire.
La nef centrale est séparée de chaque bas-côté par 5 piliers en maçonnerie.
Une porte surmontée d'un arc ogival brisé à quadruple voussure donne accès, depuis le bas-côté gauche de la nef, à la chapelle nord ajoutée à la fin du XIXe siècle sous la direction de l'architecte de Bethune, lors d'une restauration de l'église.

Nef en ruines
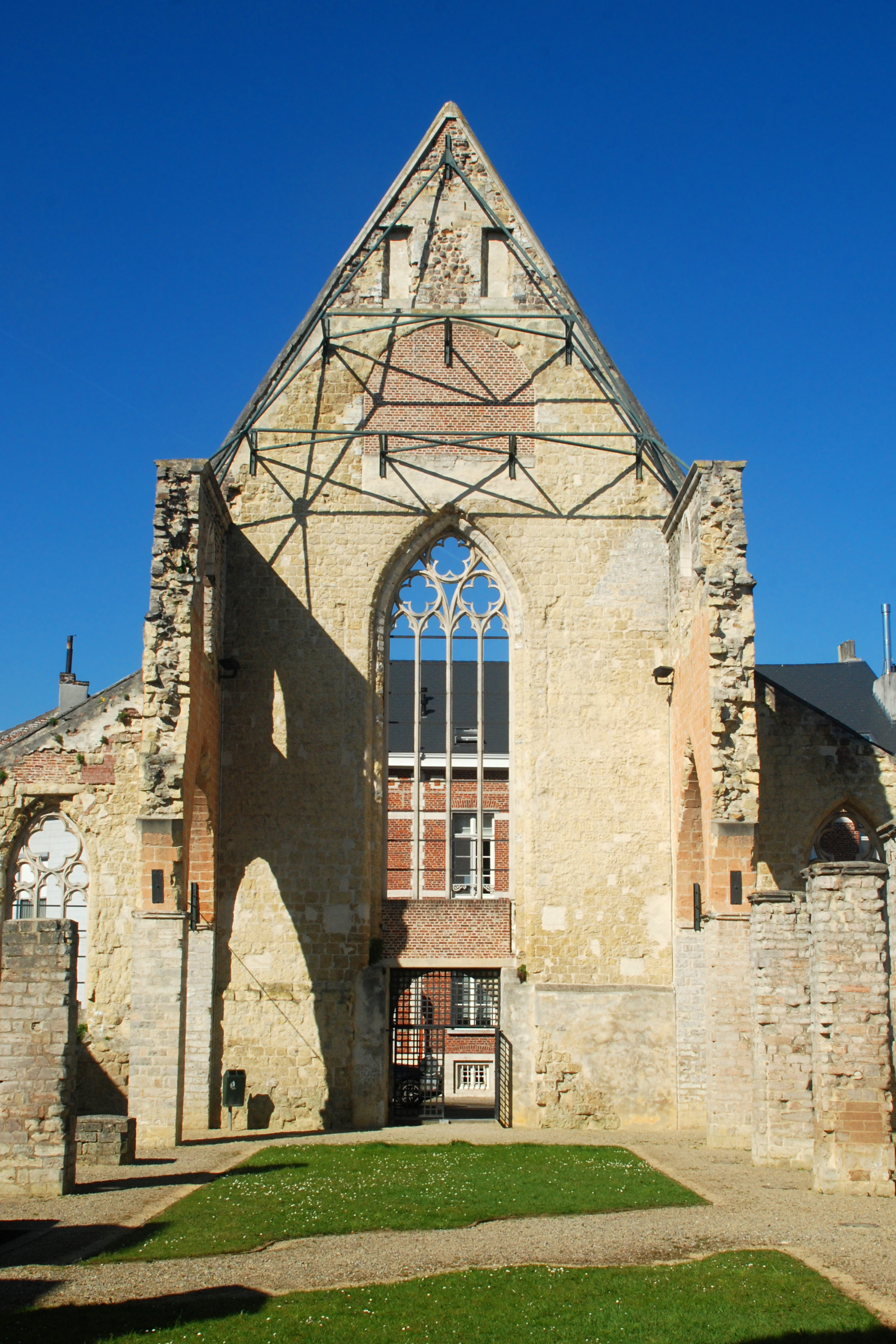
La partie ouest de la nef et la façade en ruines.
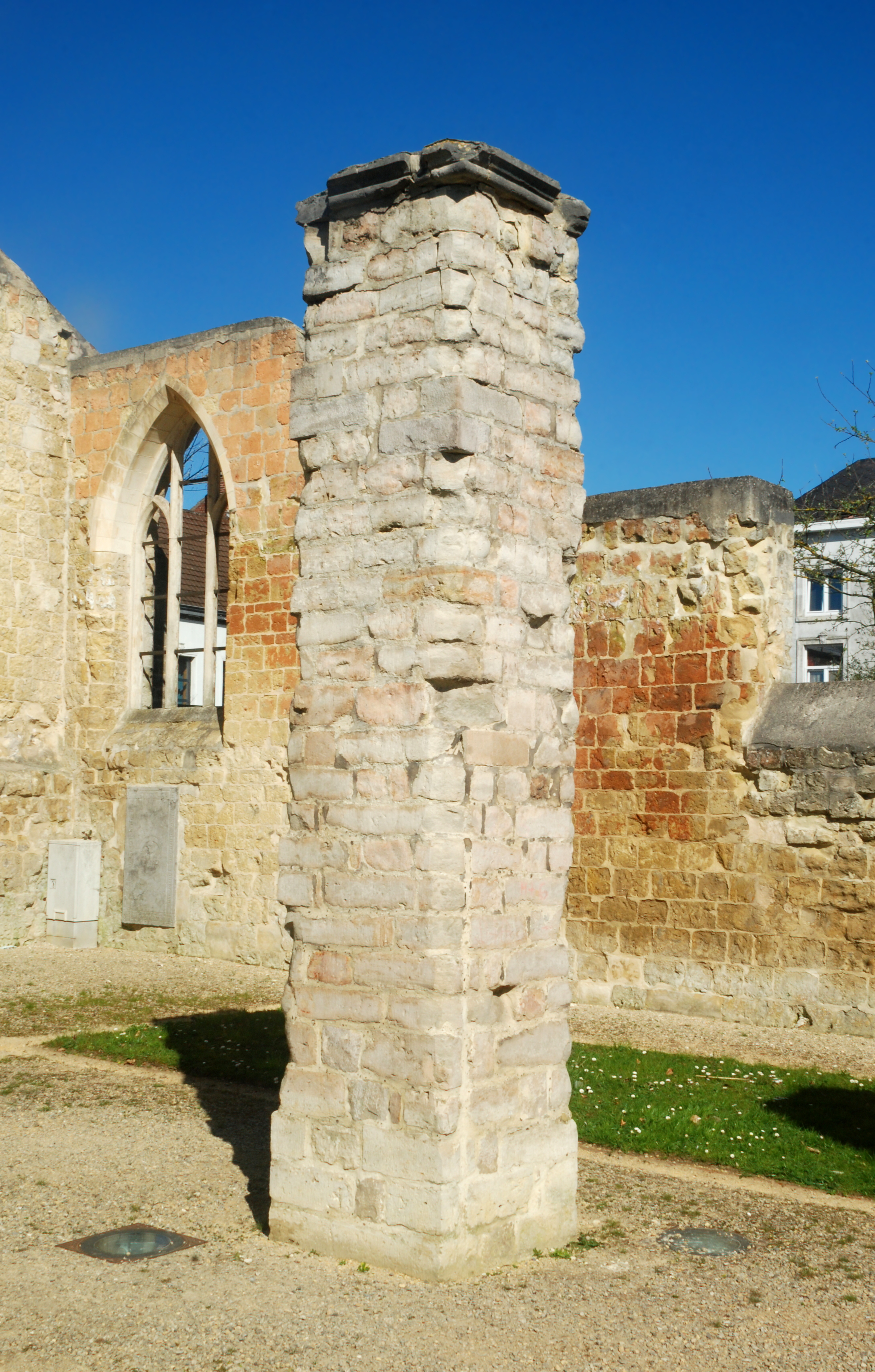
Pilier en maçonnerie.
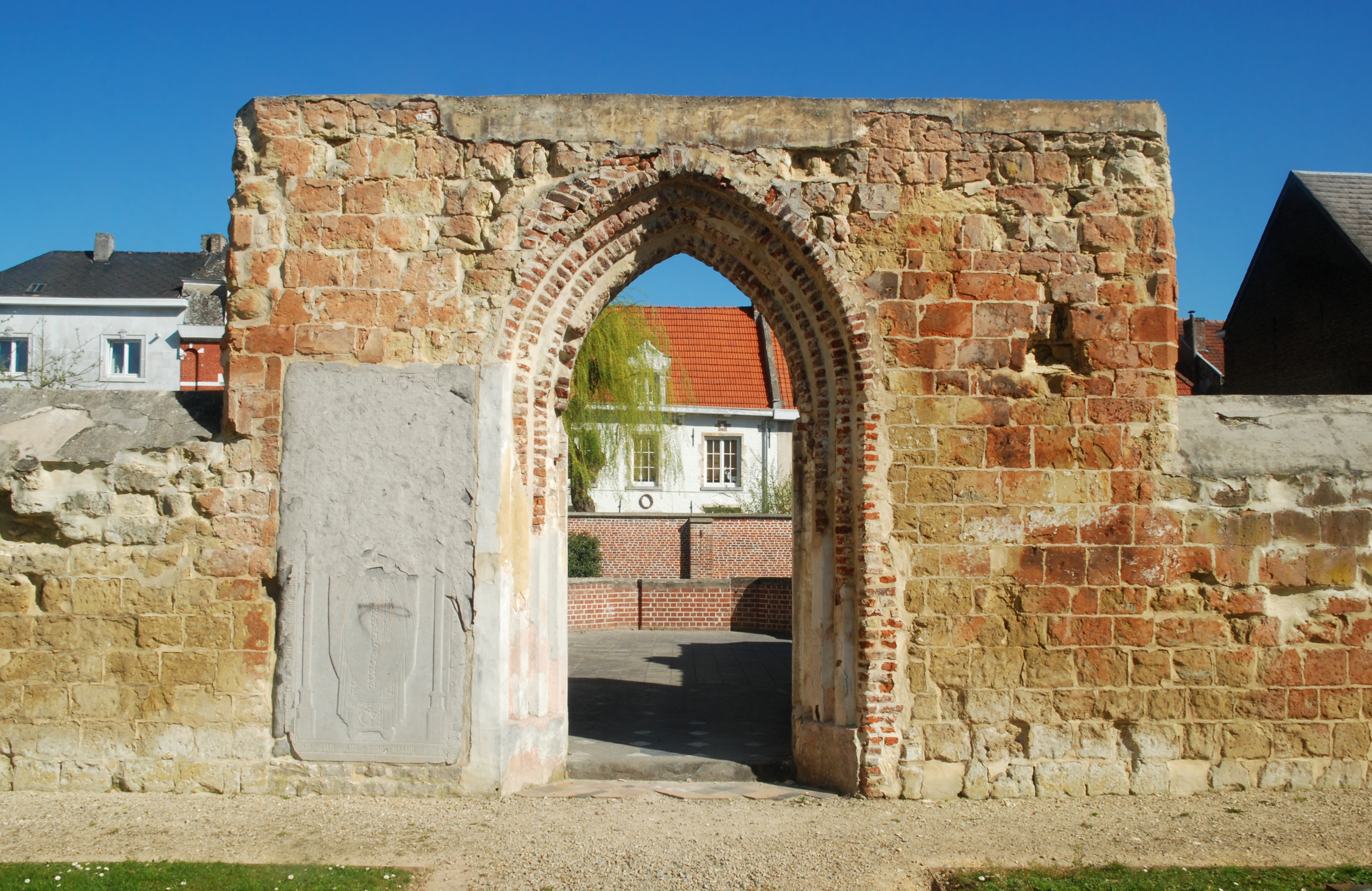
Accès à la chapelle nord.
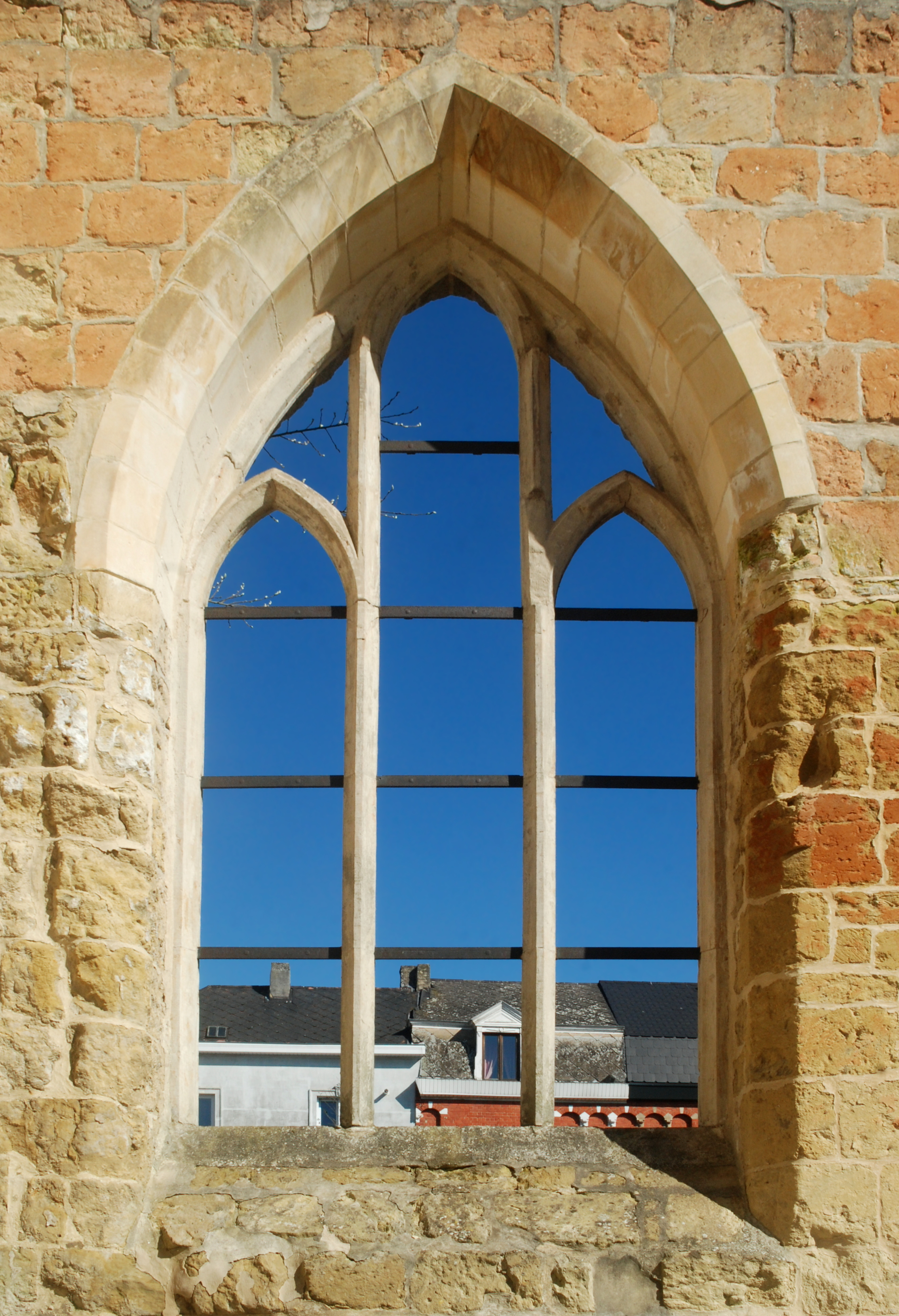
Baie en triplet de la nef.
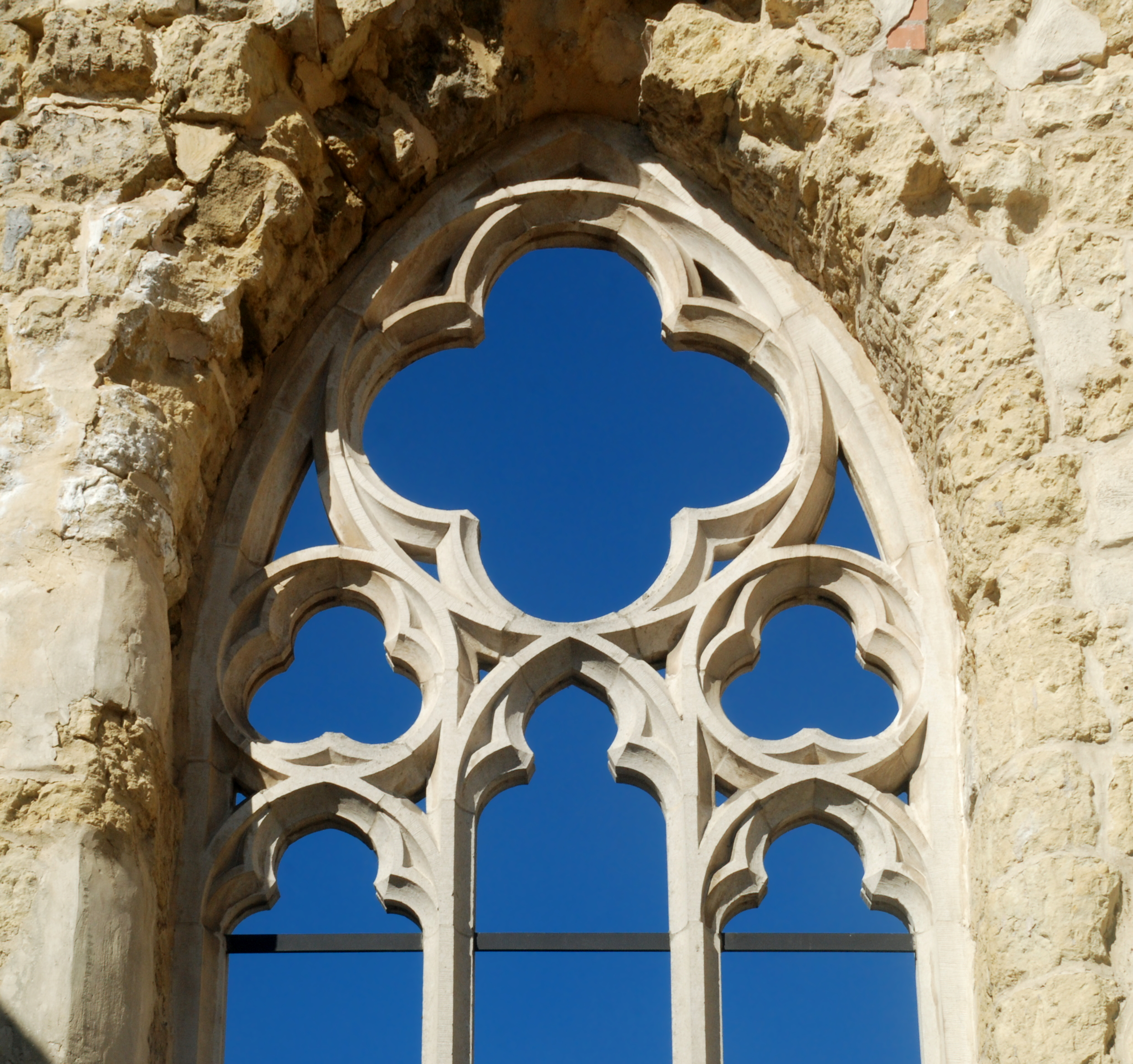
Remplage d'une baie de la nef.
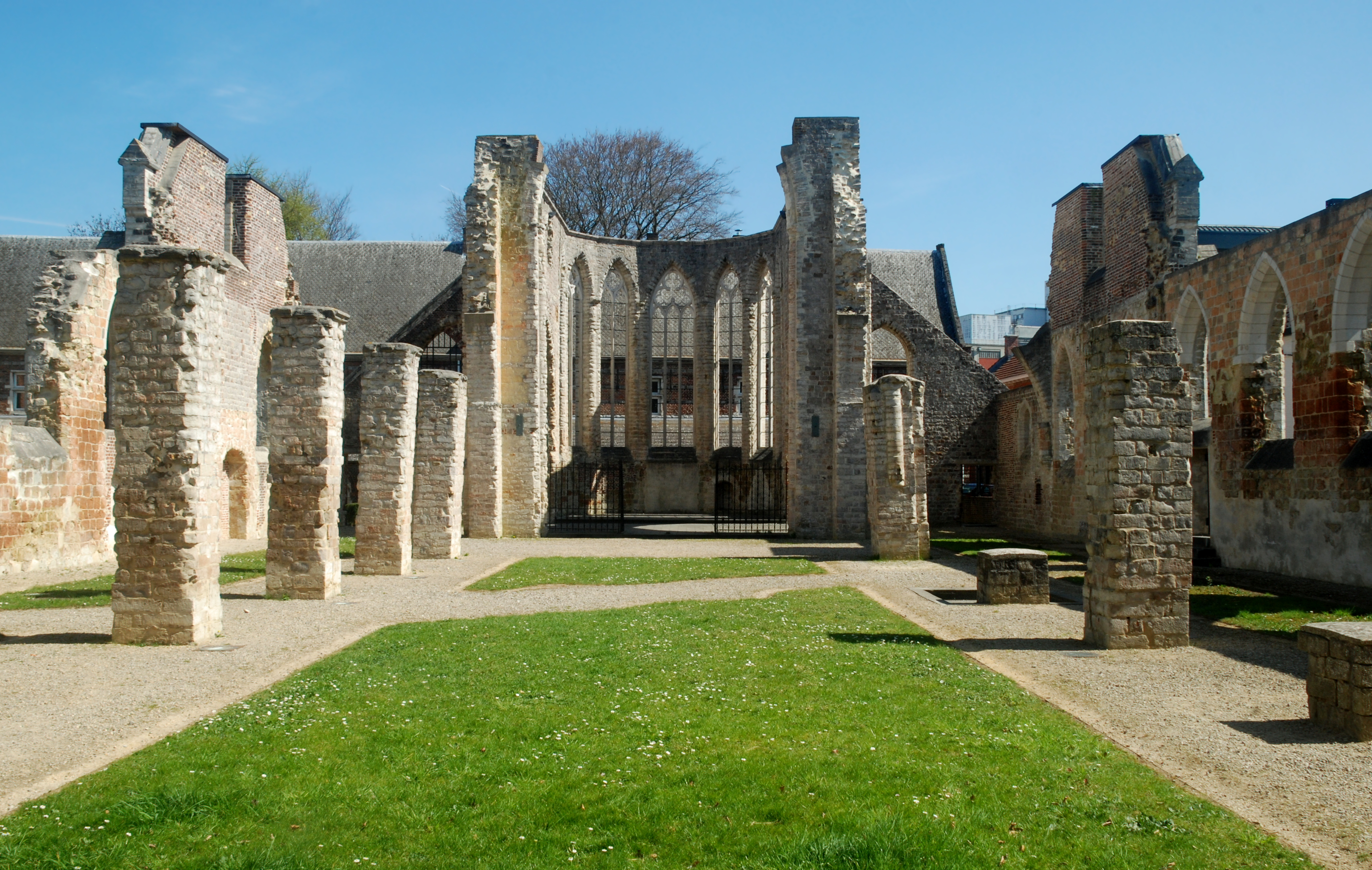
La partie est de la nef et le chœur en ruines

#### Chœur
À l'est, l'église en ruines se termine par un chœur de la première moitié du XIVe siècle terminé par une abside à sept pans et flanqué de chaque côté d'une chapelle rectangulaire.

Chœur
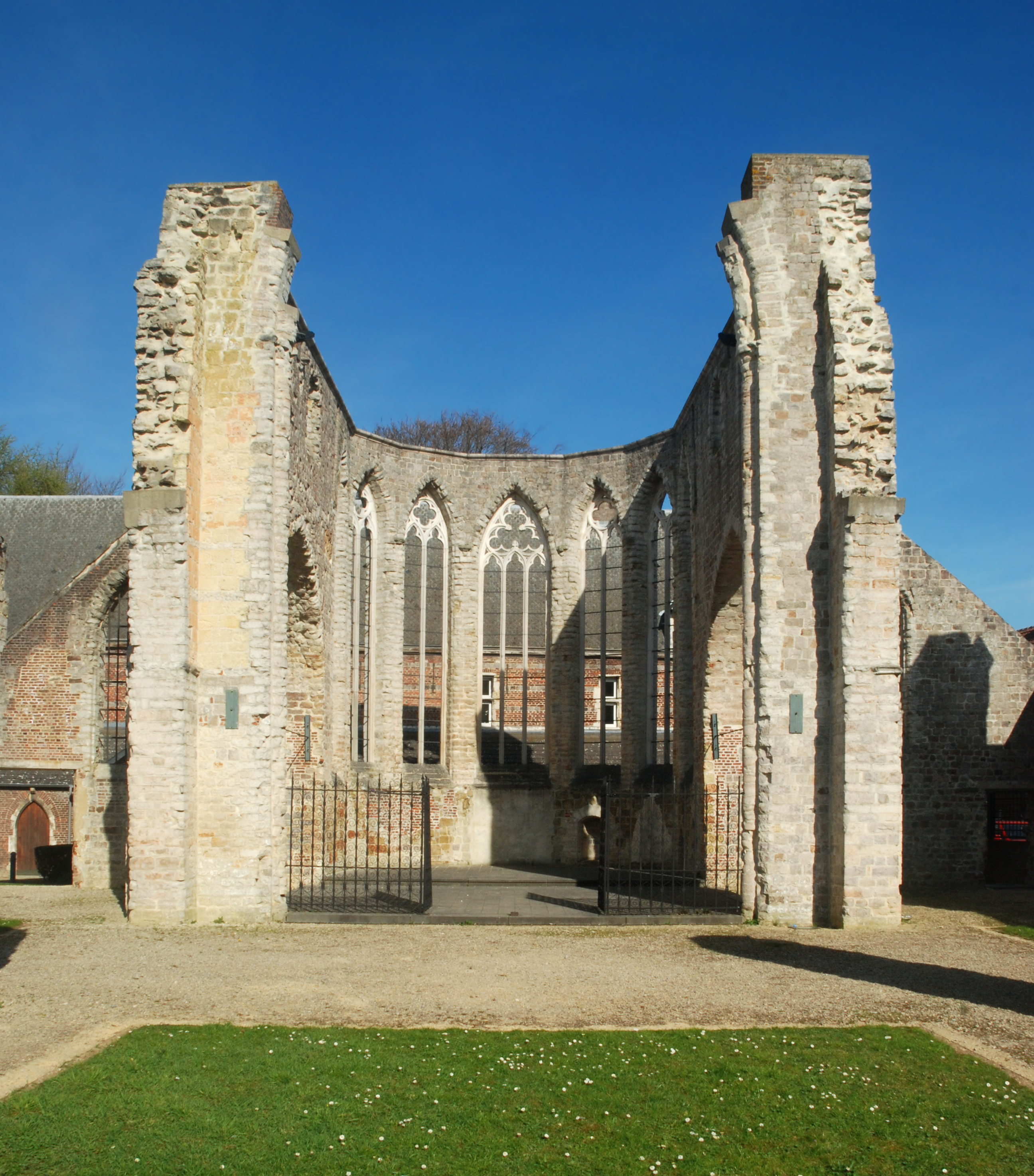
Vue du chœur en ruines.
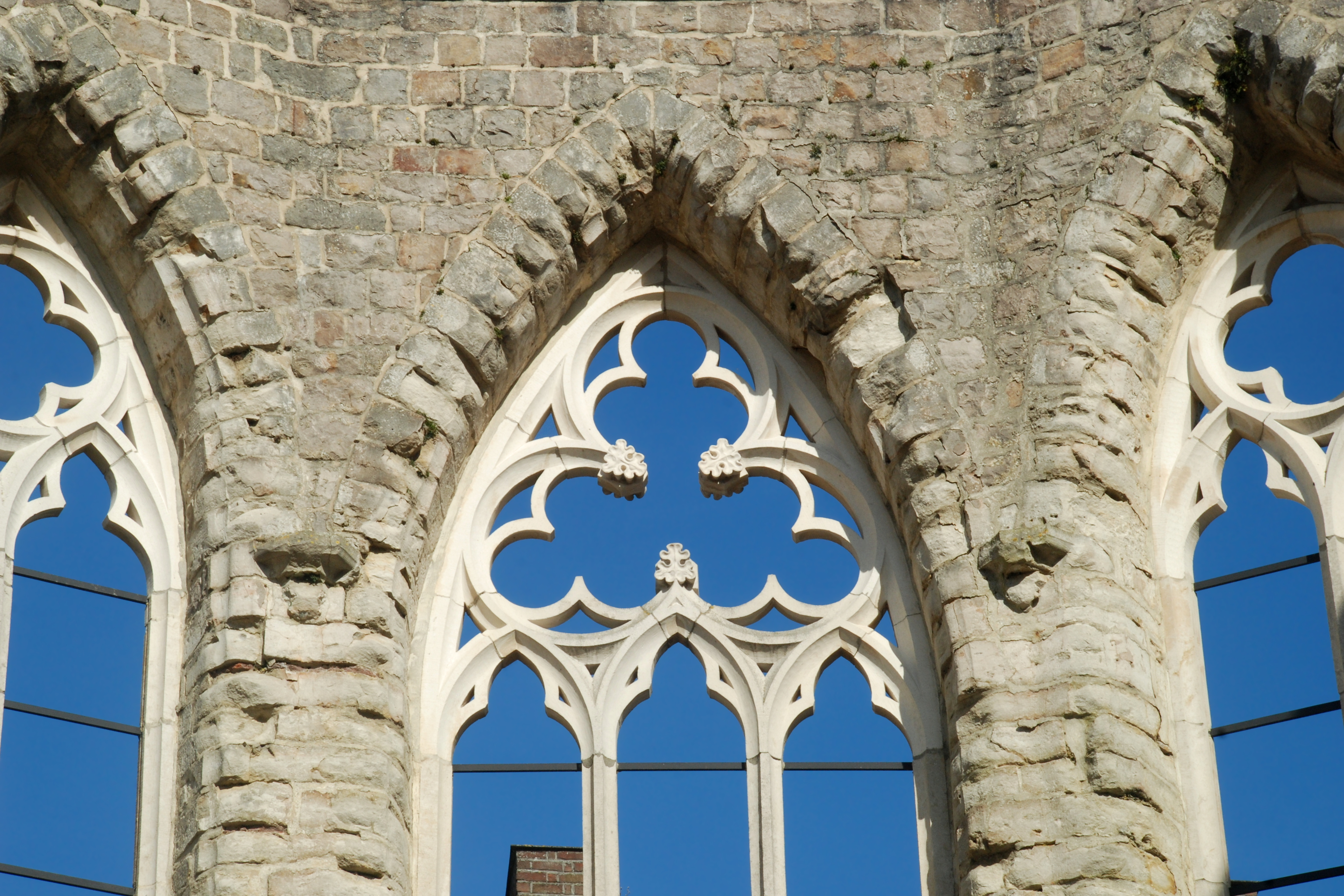
Remplage central.
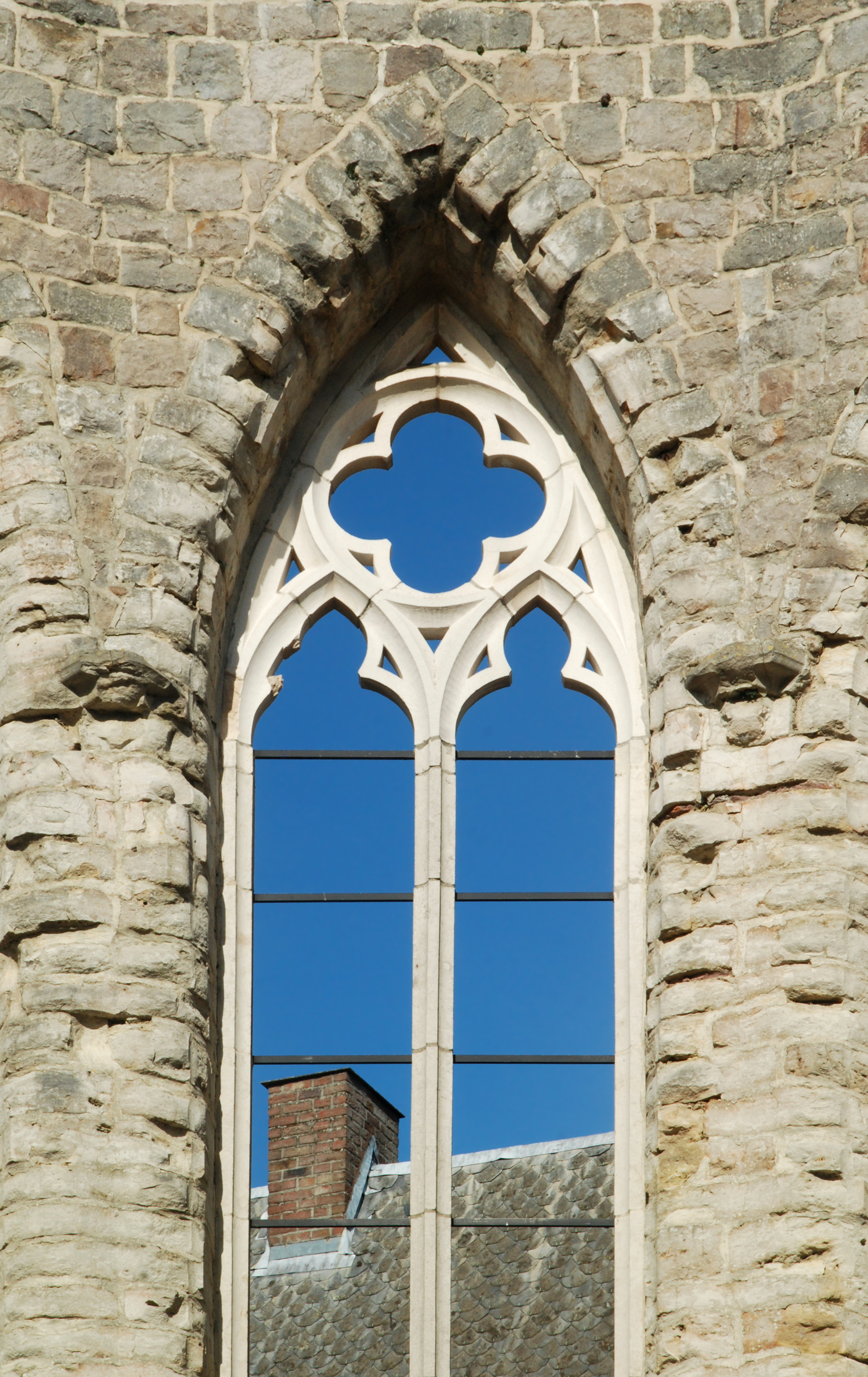
Remplage latéral.

## Patrimoine
Sur le mur du bas-côté gauche se dressent les dalles funéraires gothiques en pierre bleue  de Gheridt Foet († 1481) et Reynder Caus († 1562).

Dalles funéraires
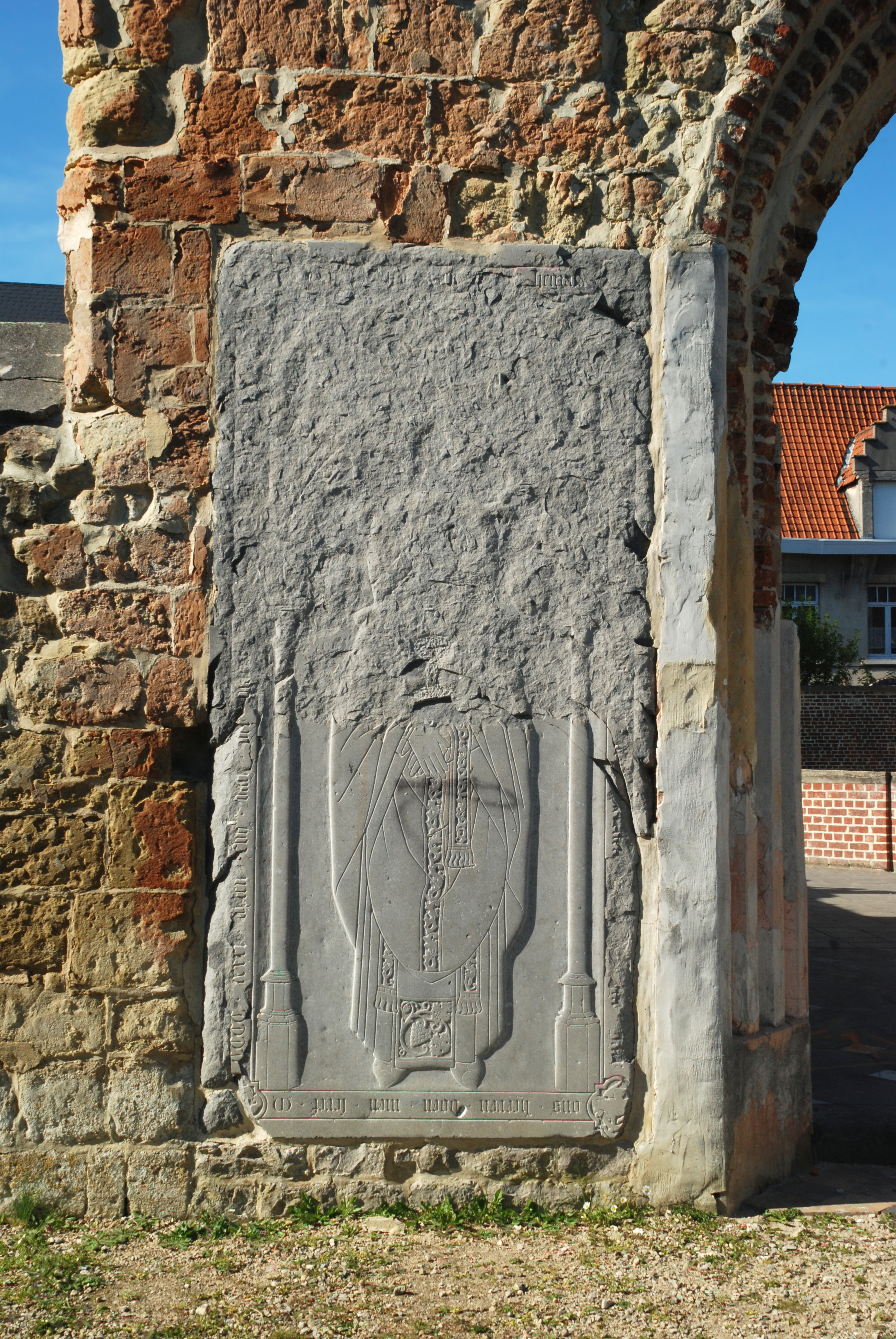
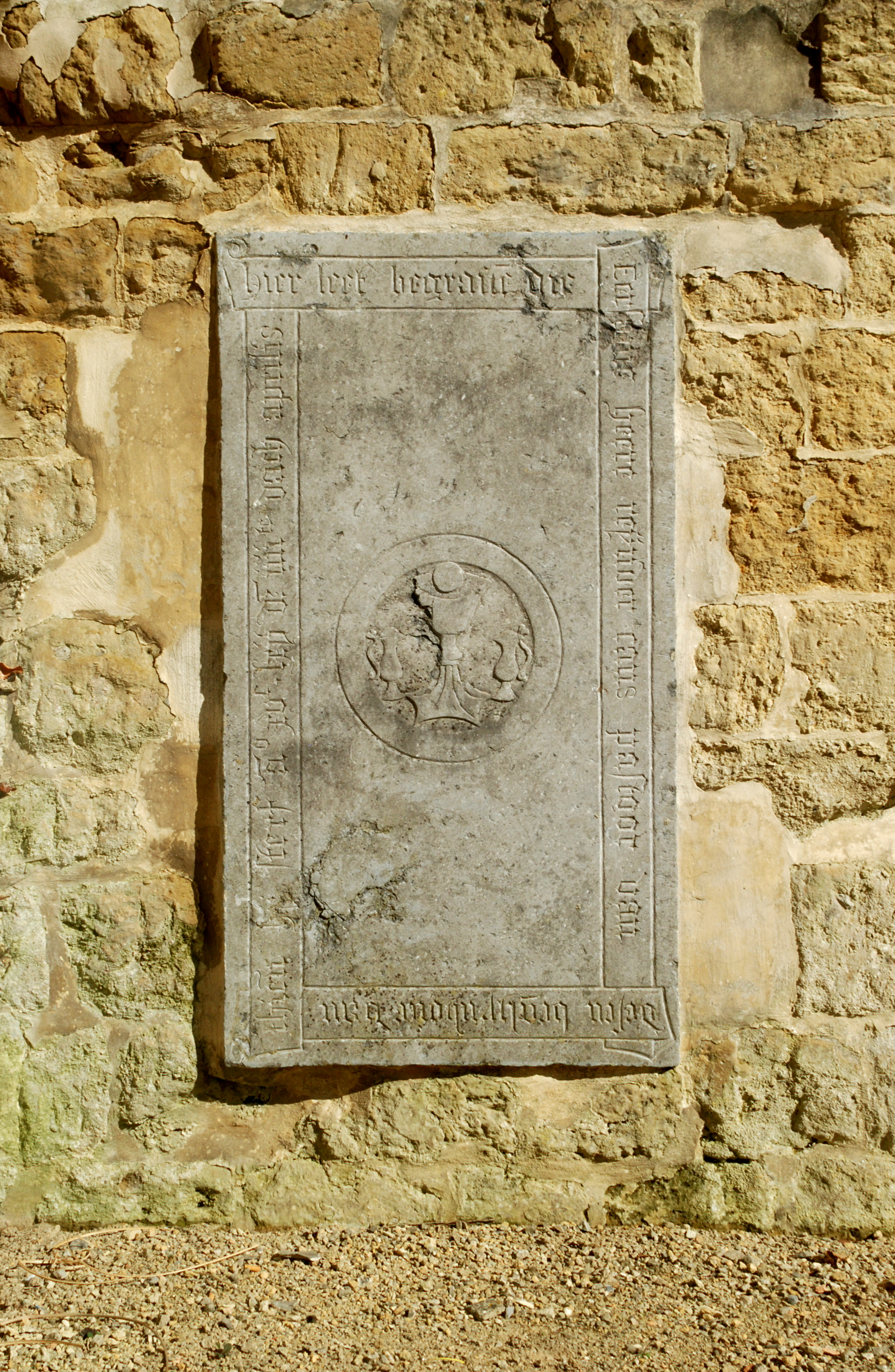